# Carlo Delle Piane
Carlo Delle Piane (Roma, 2 febbraio 1936 – Roma, 23 agosto 2019) è stato un attore italiano.

## Biografia
Nasce a Roma in piazza Campo de' Fiori, il 2 febbraio 1936, secondogenito dei tre figli di Francesco Delle Piane, un sarto originario di Casoli di Atri, frazione di Atri (in provincia di Teramo), e di Olga Rossi, una casalinga romana.
La particolare conformazione del suo naso è dovuta a un episodio accaduto nel 1946, all'età di 10 anni, durante una partita di calcio: dopo il rinvio da parte di un avversario, il pallone lo colpì in faccia, provocandogli la frattura del setto nasale.

### Carriera
Debuttò nel mondo dello spettacolo nel 1948, quando venne scelto da Vittorio De Sica e Duilio Coletti per interpretare il ruolo di Garoffi nel film Cuore, selezionato durante una serie di provini in giro per le scuole. Delle Piane considerava questa esperienza cinematografica un avvenimento senza seguito; nel 1950, tuttavia, fu chiamato per partecipare ad un altro film, Domani è troppo tardi, del regista francese Léonide Moguy. Ancora giovanissimo, nel 1951 fu scelto da Steno e Mario Monicelli per affiancare Aldo Fabrizi e Totò in Guardie e ladri, con i quali successivamente lavorò in altri film.
Nel 1954 è la volta di Un americano a Roma, dove interpreta Romolo Pellacchioni detto "Cicalone", l'amico di Nando Mericoni, interpretato da Alberto Sordi. Il particolare aspetto del suo viso e le innate capacità interpretative, figlie del talento e non di studi specifici, lo portarono a ricoprire ruoli in alcuni dei più importanti film girati in quegli anni. Negli anni sessanta portò in tournée, con tappa a Toronto, lo spettacolo Rugantino, con Nino Manfredi, interpretando Bojetto il figlio di Mastro Titta, interpretato da Aldo Fabrizi. Nel 1968 ha recitato nel proprio unico film giallo d'azione, Scacco internazionale di Giuseppe Rosati, ma la sua parte fu poi esclusa in fase di montaggio.
Nel 1973 ebbe un incidente automobilistico e rimase in coma per più di un mese. Si riprese lavorativamente anche grazie all'incontro con il regista Pupi Avati, che ne capì le doti drammatiche e lo scelse per il film Tutti defunti... tranne i morti, che portò Delle Piane a un importante mutamento professionale, mostrandone le qualità interpretative anche in ruoli drammatici: particolarmente riuscito quello dell'avvocato Santelia in Regalo di Natale e La rivincita di Natale. Proprio grazie all'interpretazione in Regalo di Natale, Delle Piane si aggiudicò nel 1986 la coppa Volpi per la migliore interpretazione maschile alla 43ª Mostra internazionale d'arte cinematografica di Venezia. Tra gli altri ruoli, quello del professore innamorato della bella collega del liceo, in Una gita scolastica (1983), film per il quale venne premiato l'anno dopo col Nastro d'argento (migliore attore), col Globo d'oro (miglior attore rivelazione) e col premio Pasinetti (miglior attore). Negli anni successivi molte furono le sue partecipazioni a opere del regista bolognese. Nel 1991 prese parte al film Condominio di Felice Farina, con Ciccio Ingrassia.
Nel 1997 interpretò e diresse il suo unico film da regista, Ti amo Maria, con Giampiero Ingrassia.
Sempre schivo e riservato, nel 2006 ha inciso un disco intitolato Bambini, scritto da Massimo Bizzarri e Giuseppe Marcucci, arrangiato da Bizzarri, di cui parte dei proventi sono stati devoluti a un'associazione umanitaria. Nel 2008 è stato protagonista, assieme a Stefania Sandrelli, del cortometraggio Ogni giorno, diretto da Francesco Felli, sul tema dell'Alzheimer, prodotto da Sky e dalla Federazione Alzheimer Italia. Per il teatro scrive e dirige insieme a Giuseppe Aquino l'opera intitolata Io, Anna e Napoli, la cui prima viene rappresentata al Teatro San Ferdinando di Napoli il 23 aprile 2010. Nel 2012 interpreta un ex partigiano nel film Linea gotica, opera prima di Stefano Giulidori.
Il 16 maggio 2013 si sposa con la cantante Anna Crispino. Nella serata del 9 gennaio 2015 viene ricoverato d'urgenza al policlinico Agostino Gemelli di Roma per un malore di carattere neurologico. Salvato dall'intervento tempestivo della moglie, il 20 gennaio viene dimesso completamente ristabilito. Nel maggio dello stesso anno è ospite del Valdarno Cinema Festival, mentre in ottobre è ospite della trasmissione I fatti vostri, dove ripercorre la propria carriera.
Nel 2017 è protagonista del film Chi salverà le rose? di Cesare Furesi, dove veste nuovamente i panni dell'avvocato Santelia, insieme a Lando Buzzanca, Philippe Leroy e Caterina Murino. Per tale interpretazione è candidato come migliore attore al Globo d'oro, e sarà il suo ultimo film sul grande schermo, come anche per Buzzanca. Nel mese di luglio dello stesso anno ad Alghero gli è stato assegnato il premio alla carriera nel corso della 17ª edizione del Grand Prix Corallo città di Alghero. Inoltre, l'11 ottobre è stato omaggiato a Bologna con il premio alla carriera La farfalla di ferro. Il 17 maggio del 2019 è protagonista all'Auditorium Parco della Musica di Roma della serata "Signore e signori... Carlo Delle Piane", in omaggio ai suoi settant'anni di carriera.

### La morte
È morto a Roma il 23 agosto 2019. La camera ardente è stata allestita al policlinico Agostino Gemelli dalle 11:30 alle 14:00 del 26 agosto, e nel pomeriggio la cerimonia funebre, a Roma, presso la Chiesa degli artisti in piazza del Popolo alla presenza di amici e colleghi dello spettacolo; il suo corpo è stato cremato e in seguito le ceneri sono state tumulate nel loculo di famiglia presso il cimitero del Verano a Roma.

## Filmografia

Un giovane Carlo Delle Piane insieme a Totò in una scena di Guardie e ladri (1951)

Carlo Delle Piane (a destra) con Aldo Fabrizi e Luigi Pavese in La famiglia Passaguai fa fortuna (1952)

Carlo Delle Piane con Alberto Sordi in Un americano a Roma (1954)

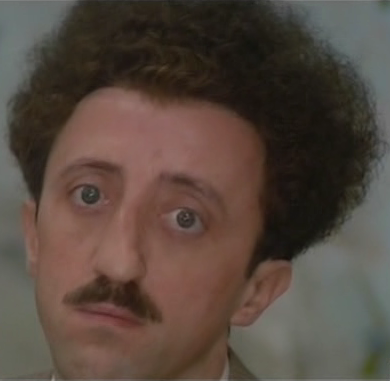
Delle Piane in Teresa la ladra (1972)

Delle Piane in Una bella governante di colore (1976)

Delle Piane nel film Regalo di Natale (1986)

### Cinema
- Cuore, regia di Duilio Coletti (1948)
- Vento d'Africa, regia di Anton Giulio Majano (1949)
- Vogliamoci bene!, regia di Paolo William Tamburella (1950)
- Domani è troppo tardi, regia di Léonide Moguy (1950)
- Io sono il Capataz, regia di Giorgio Simonelli (1951)
- Il caimano del Piave, regia di Giorgio Bianchi (1951)
- Mamma mia, che impressione!, regia di Roberto Savarese (1951)
- Guardie e ladri, regia di Mario Monicelli e Steno (1951)
- Bellezze a Capri, regia di Adelchi Bianchi (1951)
- La famiglia Passaguai, regia di Aldo Fabrizi (1951)
- È arrivato l'accordatore, regia di Duilio Coletti (1951)
- Un ladro in paradiso, regia di Domenico Paolella (1952)
- La famiglia Passaguai fa fortuna, regia di Aldo Fabrizi (1952)
- Papà diventa mamma, regia di Aldo Fabrizi (1952)
- Il tenente Giorgio, non accreditato, regia di Raffaello Matarazzo (1952)
- Gioventù alla sbarra, regia di Ferruccio Cerio (1953)
- L'uomo, la bestia e la virtù, regia di Steno (1953)
- Fermi tutti... arrivo io!, regia di Sergio Grieco (1953)
- Vacanze a Villa Igea, regia di Maximo Giuseppe Alviani (1954)
- La grande speranza, regia di Duilio Coletti (1954)
- Un americano a Roma, regia di Steno (1954)
- Divisione Folgore, regia di Duilio Coletti (1954)
- Ho ritrovato mio figlio, regia di Elio Piccon (1954)
- Bella non piangere, regia di David Carbonari (1955)
- Da qui all'eredità, regia di Riccardo Freda (1955)
- La ladra, regia di Mario Bonnard (1955)
- La ragazza di Via Veneto, regia di Marino Girolami (1955)
- I pappagalli, regia di Bruno Paolinelli (1955)
- Sette canzoni per sette sorelle, regia di Marino Girolami (1956)
- Serenate per 16 bionde, regia di Marino Girolami (1957)
- La canzone più bella, regia di Ottorino Franco Bertolini (1957)
- Buongiorno primo amore!, regia di Marino Girolami (1957)
- La canzone del destino, regia di Marino Girolami (1957)
- Le belle dell'aria, regia di Mario Costa e Eduardo Manzanos Brochero (1957)
- Un colpo da due miliardi (Sait-on jamais...), regia di Roger Vadim (1957)
- Fortunella, regia di Eduardo De Filippo (1958)
- Ladro lui, ladra lei, regia di Luigi Zampa (1958)
- Non sono più guaglione, regia di Domenico Paolella (1958)
- Serenatella sciuè sciuè, regia di Carlo Campogalliani (1958)
- Adorabili e bugiarde, regia di Nunzio Malasomma (1958)
- Quando gli angeli piangono, regia di Marino Girolami (1958)
- La ragazza di piazza San Pietro, regia di Piero Costa (1958)
- L'amico del giaguaro, regia di Giuseppe Bennati (1959)
- Spavaldi e innamorati, regia di Giuseppe Vari (1959)
- Quanto sei bella Roma, regia di Marino Girolami (1959)
- Caccia al marito, regia di Marino Girolami (1960)
- Un mandarino per Teo, regia di Mario Mattoli (1960)
- Ferragosto in bikini, regia di Marino Girolami (1960)
- La ragazza sotto il lenzuolo, regia di Marino Girolami (1961)
- Walter e i suoi cugini, regia di Marino Girolami (1961)
- Bellezze sulla spiaggia, regia di Romolo Girolami (1961)
- Scandali al mare, regia di Marino Girolami (1961)
- Le magnifiche 7, regia di Marino Girolami (1961)
- Nerone '71, regia di Walter Filippi (1962)
- Twist, lolite e vitelloni, regia di Marino Girolami (1962)
- Gli italiani e le donne, regia di Marino Girolami, episodio I galli del Colosseo (1962)
- Totò contro i quattro, regia di Steno (1963)
- Il monaco di Monza, regia di Sergio Corbucci (1963)
- Siamo tutti pomicioni, regia di Marino Girolami, episodio Colonnello e signora (1963)
- Totò e Cleopatra, regia di Fernando Cerchio (1963)
- I 4 tassisti, regia di Giorgio Bianchi (1963)
- Ballo in maschera da Scotland Yard (Maskenball bei Scotland Yard - Die Geschichte einer unglaublichen Erfindung), regia di Domenico Paolella (1963)
- Canzoni, bulli e pupe, regia di Carlo Infascelli (1964)
- I ragazzi dell'Hully Gully, regia di Marcello Giannini (1964)
- Veneri al sole, regia di Marino Girolami, episodio Intrigo al mare (1965)
- Caccia alla volpe, regia di Vittorio De Sica (1966) – non accreditato
- Perdono, regia di Ettore Maria Fizzarotti (1966)
- Il sole è di tutti, regia di Domenico Paolella (1968)
- Scacco internazionale, regia di Giulio Rosati (1968)
- Don Chisciotte e Sancio Panza, regia di Giovanni Grimaldi (1968)
- Susanna... ed i suoi dolci vizi alla corte del re (Frau Wirtin hat auch einen Grafen), regia di François Legrand (1968)
- Il sasso in bocca, regia di Giuseppe Ferrara (1969)
- L'arcangelo, regia di Giorgio Capitani (1969)
- Zum Zum Zum nº 2, regia di Bruno Corbucci (1969)
- Pensiero d'amore, regia di Mario Amendola (1969)
- Quelli belli... siamo noi, regia di Giorgio Mariuzzo (1970)
- Le avventure di Gerard (The Adventures of Gerard), regia di Jerzy Skolimowski (1970)
- Lacrime d'amore, regia di Mario Amendola (1970)
- Lady Barbara, regia di Mario Amendola (1970)
- Senza famiglia, nullatenenti cercano affetto, regia di Vittorio Gassman (1972)
- Che?, regia di Roman Polański (1972)
- Teresa la ladra, regia di Carlo Di Palma (1973)
- I sette magnifici cornuti, regia di Luigi Russo (1974)
- La signora gioca bene a scopa?, regia di Giuliano Carnimeo (1974)
- L'insegnante, regia di Nando Cicero (1975)
- La dottoressa del distretto militare, regia di Nando Cicero (1976)
- Una bella governante di colore, regia di Luigi Russo (1976)
- Passi furtivi in una notte boia, regia di Vincenzo Rigo (1976)
- Tutti defunti... tranne i morti, regia di Pupi Avati (1977)
- Le strelle nel fosso, regia di Pupi Avati (1979)
- La moglie dell'amico è sempre più buona (Los locos vecinos del 2º), regia di Juan Bosch (1980)
- Una gita scolastica, regia di Pupi Avati (1983)
- Noi tre, regia di Pupi Avati (1984)
- Festa di laurea, regia di Pupi Avati (1985)
- Regalo di Natale, regia di Pupi Avati (1986)
- Tenerezza, regia di Enzo Milioni (1987)
- Sposi, regia di Cesare Bastelli, 2⁰ episodio (1988)
- I giorni del commissario Ambrosio, regia di Sergio Corbucci (1988)
- Condominio, regia di Felice Farina (1991)
- Dichiarazioni d'amore, regia di Pupi Avati (1994)
- Io e il re, regia di Lucio Gaudino (1995)
- Ti amo Maria, regia di Carlo Delle Piane (1997)
- La via degli angeli, regia di Pupi Avati (1999)
- I cavalieri che fecero l'impresa, regia di Pupi Avati (2001)
- La rivincita di Natale, regia di Pupi Avati (2004)
- 1º episodio di Tickets, regia di Ermanno Olmi (2005)
- Nessun messaggio in segreteria, regia di Paolo Genovese e Luca Miniero (2005)
- Linea gotica, regia di Stefano Giulidori (2012)
- Culurzones, regia di Francesco Giusiani – cortometraggio (2014)
- Chi salverà le rose?, regia di Cesare Furesi (2017)

### Televisione
- Antonello brigante calabrese di Vincenzo Padula, regia di Ottavio Spadaro, trasmesso l'8 luglio 1964.
- Le spie (I Spy) – serie TV, 1 episodio (1966)
- Gli invincibili (The Protectors) – serie TV, episodio 1x03 (1972)
- Okay S.I.R. – serie TV, 1 episodio (1973)
- Jazz Band, regia di Pupi Avati – miniserie TV, 3 episodi (1978)
- Cinema!!!, regia di Pupi Avati – miniserie TV, 4 episodi (1979)
- Dancing Paradise, regia di Pupi Avati – miniserie TV, 3 episodi (1982)
- Il prato delle volpi, regia di Piero Schivazappa – miniserie TV (1989)
- Un amore americano, regia di Piero Schivazappa – film TV (1994)
- Il bello del cinema italiano, regia di Giuseppe Aquino – documentario (2011)

## Teatro
- Rugantino, commedia musicale di Pietro Garinei, Sandro Giovannini, Pasquale Festa Campanile, Massimo Franciosa e Luigi Magni, con Nino Manfredi, Lea Massari, Bice Valori, Aldo Fabrizi, Toni Ucci, Carlo Delle Piane, Marisa Belli, Fausto Tozzi, Lando Fiorini, Luciano Bonanni, musiche di Armando Trovajoli, prima al Teatro Sistina di Roma il 15 dicembre 1962.
- Io, Anna e Napoli, scritto e diretto da Carlo Delle Piane e Giuseppe Aquino, con Anna Crispino, prima al Teatro San Ferdinando di Napoli il 23 aprile 2010.
- L'amore è un delirio di Alda Merini, regia di Cosimo Damiano Damato (2010)

## Riconoscimenti
- Mostra internazionale d'arte cinematografica
  - 1983 – Premio Pasinetti al migliore attore per Una gita scolastica
  - 1986 – Coppa Volpi per la migliore interpretazione maschile per Regalo di Natale

- Nastro d'argento
  - 1984 – Miglior attore protagonista per Una gita scolastica
  - 1986 – Candidatura al miglior attore protagonista per Festa di laurea

- Globo d'oro
  - 1984 – Miglior attore rivelazione per Una gita scolastica
  - 1991 – Candidatura al migliore attore per Condominio
  - 2017 – Candidatura al migliore attore per Chi salverà le rose?
  - 2012 - Premio Agave di Cristallo. Per il talento interpretativo nei dialoghi del Cinema.

- Premio Massimo Troisi
  - 2013 – Alla carriera

## Discografia

### CD
- 2009 – "Bambini" (etichetta Lucky Planets).